# Ulica Przemysłowa w Poznaniu
Ulica Przemysłowa – ulica w Poznaniu, na Wildzie, na terenie jednostki pomocniczej Osiedle Wilda, biegnąca od skrzyżowania z ul. Stanisława Matyi nieopodal centrum handlowego Avenida Poznań w kierunku południowym do okolic Rynku Wildeckiego.

## Charakter i kategoria
Na całej długości posiada kategorię drogi powiatowej, leżąc w ciągu drogi o numerze 5809P oraz zaliczana jest do ulic tzw. układu podstawowego. W lipcu 2023 roku na odcinku między skrzyżowaniem z ulicami Roboczą i Świętego Czesława a Rynkiem Wildeckim zmieniono organizację ruchu – obowiązuje jeden kierunek ruchu w stronę Rynku Wildeckiego z kontraruchem rowerowym, a na skrzyżowaniach wprowadzono równorzędność.

## Historia nazewnictwa
- do 1919 nosiła nazwę Margarethenstrasse
- 1919–1939: Przemysłowa
- 1939–1945: Margarethenstrasse
- od 1945: Przemysłowa

## Opisane obiekty
Ważniejsze obiekty położone przy ulicy (od północy):
- dawny dworzec PKS (tyły, do 2013),
- Paulinum,
- Kaplica II Zboru Chrześcijan Baptystów „Koinonia”,
- Skwer Jerzego Kurczewskiego,
- pl. M. Skłodowskiej-Curie,
- Rektorat Politechniki Poznańskiej,
- Dom Starców,
- Szkoła gminna,
- Rynek Wildecki,
- Łaźnia miejska.